# Shadow the Hedgehog
Shadow the Hedgehog (シャドウ・ザ・ヘッジホッグ Shadō za Hejjihoggu?) (En español Shadow el erizo) es un personaje de la serie de videojuegos Sonic the Hedgehog de Sega. Es un erizo negro y rojo creado artificialmente, cuyas tenis flotantes lo impulsan a velocidades extremas que rivalizan con las de Sonic. También puede usar las Esmeraldas del Caos para manipular el tiempo y el espacio a través de una técnica llamada "Chaos Control". El personaje apareció por primera vez en Sonic Adventure 2, donde fue representado como un villano y luego un antihéroe, que sufría de un trágico pasado; ocasionalmente, se convierte en un aliado de Sonic y sus amigos, pero permanece en desacuerdo con ellos debido a su diferente moralidad.
Diseñado como archirrival de Sonic, Shadow ha aparecido en una variedad de videojuegos de la serie de Sonic, incluido un videojuego homónimo, que recibió críticas generalmente desfavorables. La recepción del personaje ha sido tibia, aunque fue clasificado como el segundo personaje más popular de la franquicia (después del propio Sonic) en una encuesta oficial.

## Concepto y creación
Shadow fue diseñado por Takashi Iizuka para Sonic Adventure 2. Fue mostrado por primera vez al público en un avance del videojuego, pero su nombre no fue revelado. GameStop describió lo poco que se mostró como Anti-Sonic - «similar en apariencia, pero con piel más oscura, ojos más angulosos, un ceño temible, en lugar de la sonrisa característica de Sonic». Iizuka dijo que mantenían el misterio alrededor de Shadow y que habían querido presentarlo en su propio videojuego desde que fue revelado. Después de pensar que no sería apropiado dar un arma a los personajes de Sonic como lo habían pedido los fanáticos en correos, Yuji Naka creía que al centrarse en Shadow para su propio videojuego, podrían usar su identidad diferente de Sonic para construir un personaje nuevo para la franquicia. El personaje fue presentado como un locutor invitado y realizó otro trabajo de promoción para el lanzamiento del videojuego durante un espectáculo de lucha creado por la liga japonesa, Pancrase, en diciembre de 2005. El diseño de Shadow estuvo influenciado por películas como Underworld, Constantine y Terminator.

## Apariciones en videojuegos
Shadow debutó como un personaje jugable en Sonic Adventure 2. El videojuego configura gran parte de su historia como una creación del abuelo del Dr. Eggman, Gerald Robotnik, quien diseñó a Shadow para ser la "Forma de Vida Suprema", o la cura para la enfermedad mortal. "NIDS". Sin embargo, cuando el gobierno lo consideró una amenaza, su proyecto fue cerrado por la fuerza. Shadow fue puesto en animación suspendida y María, quien tenía el mencionado "NIDS", y era la nieta de Gerald, fue asesinada en un esfuerzo por protegerlo. 50 años después, el Dr. Eggman revive a Shadow con la esperanza de usar su poder para sus propios objetivos. Una vez despierto, Shadow desea vengarse del mundo por la muerte de María. Finalmente se le persuade y, en su lugar, trabaja como aliado y rival de Sonic para evitar la destrucción de la Tierra, y aparentemente muere en el proceso. En Sonic Heroes, Shadow es revivido y se une con Rouge the Bat y E-123 Omega para enfrentarse al Dr. Eggman. Shadow encuentra a los androides de sí mismo en el transcurso del juego, lo que lo lleva a cuestionar su propia existencia.
En el videojuego Shadow the Hedgehog, Shadow, que todavía sufre de amnesia, no recuerda nada más que su nombre y breves imágenes de la muerte de María. Se encuentra con una raza invasora de alienígenas llamada Black Arms; su líder, Black Doom, parece conocer a Shadow. A lo largo del juego, Shadow busca información sobre su pasado y las Esmeraldas Caos. Puede usar una variedad de armas de mano y vehículos. Al final, Shadow se recupera por completo de su amnesia y descubre la verdad sobre su pasado, incluido que el profesor Gerald Robotnik lo creó usando la sangre de Black Doom, y derrota a Black Doom y los Black Arms. En Sonic the Hedgehog (2006), Shadow aparece como un personaje jugable, y trabaja con Rouge y Omega para recuperar un artefacto oscuro mientras se enfrenta a Mephiles, una entidad malvada que se parece a Shadow.
Después de Sonic '06, Shadow quedó relegado a roles jugables en videojuegos spin-off y multijugador, y roles no jugables en los videojuegos principales. En la versión de consola de sobremesa de Sonic Generations, Shadow es un jefe de batalla en una pelea que escenifica la pelea de Shadow y Sonic en ARK de Sonic Adventure 2. En la versión de Nintendo 3DS, es un personaje con el que el jugador compite en Radical Highway. Es un personaje jugable en todos los videojuegos de Mario y Sonic, Sonic Rivals, Sonic Riders y SEGA All-Stars. Shadow aparece como un miembro del equipo principal en el videojuego de rol Sonic Chronicles: The Dark Brotherhood de Nintendo DS. Shadow también apareció en el videojuego Sonic and the Secret Rings, siendo un personaje desbloqueable para el modo multijugador. En su secuela, Sonic and the Black Knight, Shadow aparece como un personaje extra en la campaña para un jugador, interpretando el papel de Sir Lancelot en la narrativa del juego.
Shadow aparece brevemente en los videojuegos de Sonic Boom, que incluyen a Sonic Boom: Rise of Lyric y Sonic Boom: Shattered Crystal. Aparece como un personaje principal, siendo controlado mentalmente por el antagonista Lyric the Last Ancient. Shadow también tiene una aparición no jugable en el paquete del nivel de Sonic the Hedgehog en Lego Dimensions, siendo secuestrado por Eggman e inadvertidamente enviado a otra dimensión antes de ser rescatado por Sonic.
Shadow aparece en Sonic Forces. Inicialmente parece que Shadow ha traicionado a sus aliados y se unió a Eggman, pero en verdad, el Shadow sirviendo a Eggman es una copia creada por Infinite, y el Shadow real se une a los héroes.  además de ser un personaje jugable en el Episodio Shadow, un DLC gratuito. el DLC sirve como una precuela del juego donde muestra que Shadow tuvo un rol involuntario en la creación de Infinite.
Shadow aparece en Shadow Generations como personaje jugable.

## Características
Según los perfiles oficiales, Shadow fue creado hace más de 50 años por el Prof. Gerald Robotnik como la "Ultimate Life Form" (Forma de Vida Definitiva en España y Forma de Vida Suprema en Hispanoamérica). Shadow es agudo, ingenioso, aparentemente siempre en el borde, y se le describe como la encarnación oscura o un aspecto de “alter ego” de Sonic. Una vez que se ha fijado un objetivo, hará todo lo necesario para lograrlo, independientemente de cualquier peligro. Después del trauma de la muerte de su única amiga, Maria Robotnik, Shadow se esfuerza por cumplir su propósito y cumplir la promesa que le hizo, a pesar de su odio general hacia la humanidad.
Sin embargo, Shadow comparte mucho en común con Sonic. Aunque la velocidad de Sonic se describe como "inigualable", Shadow puede patinar a velocidades lo suficientemente rápidas como para competir con la velocidad de Sonic. También puede realizar ataques de giro similares a los de Sonic, que son una variación de la tendencia de los erizos a rodar en bolas apretadas para su protección. Además, con el poder de una Esmeralda Caos, Shadow puede deformar el tiempo y el espacio con su Chaos Control. Shadow también puede usar una variedad de otros poderes Chaos, como "Chaos Spear" y "Chaos Blast". Al igual que Sonic cree en ser el más rápido del mundo, Shadow realmente se considera la "forma de vida suprema", independientemente de si es el verdadero o no.
Al aprovechar el poder de las 7 Esmeraldas Caos, Shadow puede usar la súper transformación para transformarse en Super Shadow, y se le otorgan las nuevas habilidades de vuelo y semi-invulnerabilidad, como Super Sonic, y sus habilidades normales de velocidad y sus poderes del Caos están muy mejorados. Sin embargo, esto ocurre a costa de un límite de tiempo en la transformación. A pesar de que es en su mayoría un inconformista, también trabaja con su equipo (Team Dark) y en su mayoría se presenta como rudo y frío. Sin embargo, no está exento de emociones positivas y ha mostrado estas raras tendencias en algunas ocasiones.

## En otros medios

### Sonic X
Shadow aparece en el anime Sonic X como un personaje moralmente conflictivo que está principalmente del lado de Eggman. Es interpretado por su actor de voz en los videojuegos, Kōji Yusa, en la versión japonesa original; en inglés, lo interpreta Jason Griffith, quien también dio voz a Sonic. Aunque su personaje tiene poca diferencia con los videojuegos, la serie es la primera en introducir la capacidad de Shadow de aumentar los poderes que extrae de las Esmeraldas Caos cuando quita los anillos en sus muñecas, pero pierde poder después de un corto tiempo. Shadow solo aparece brevemente en la secuencia inicial durante la serie, y no aparece hasta los episodios 33 al 38, que están basados en Sonic Adventure 2. Después, hace apariciones cortas en flashbacks, pero hace su verdadero retorno en la temporada 3 en el episodio 60, "Trick Sand" (titulado 'Shadow's Rebirth' en japonés). Durante esta temporada, se revela que Shadow realmente había muerto mientras protegía la Tierra, pero fue gracias a Dr. Eggman quien de alguna forma logró regenerar su cuerpo y clonarlo, pero con un inconveniente de que no tenía ningún recuerdo claro de su misterioso pasado, ni de los acontecimientos en el planeta Tierra, además de que todavía no estaba del lado de Eggman, por otro lado al haber sido resucitado antes de lo previsto, su regeneración aun no estaba completa al 100% y como no poseía sus anillos en sus muñequeras que estabilizan su poder este siempre termina inconsciente muy rápido. Más adelante en la serie un fragmento de su memoria regresa cuando conoce a Molly, y decide ayudarla a salvar su planeta. Al final de la temporada, se sacrifica de nuevo para distorsionar la semilla explosiva del Metarex muerto. Sin embargo, al final de la versión japonesa y francesa del anime, su sombra se puede ver en la tumba que hizo para Molly, donde ha colocado una flor. Sin embargo, esta última escena fue cortada en la versión de 4Kids, principalmente porque la muerte de Molly nunca ocurrió en esa versión.

### Sonic Boom
Shadow aparece como un antihéroe en la serie animada de Sonic Boom, con Kirk Thornton repitiendo su papel de los videojuegos. A diferencia del resto del elenco, el diseño de Shadow permanece mayormente sin cambios, aparte de tener varias de sus espinas y una estructura más alta y delgada, como Sonic, y las espinas de su cabeza están menos extendidas. Aparece por primera vez en el episodio, "It Takes a Village to Defeat a Hedgehog", cuando Eggman intenta convencerlo de unirse a su ejército de villanos, pero Shadow lo rechaza y decide desafiar a Sonic solo, pero también intenta derrotar a Eggman, por manipularlo. Luego hizo su regreso en la temporada 2 en los dos últimos episodios que se titulan "Eggman the Video Game" cuando el Dr. Eggman engaña a Shadow, que luego jura vengarse de todo el universo por la cantidad de veces que el Dr. Eggman lo engañó, pero luego cuando Sonic salva el universo, Shadow le confiesa a Sonic que está impresionado con la forma en que salvó el Universo.
La encarnación de Shadow en Sonic Boom es notablemente más egoísta y hostil, y puede sostener una pelea contra Sonic y Eggman al mismo tiempo. Está decidido a probarse a sí mismo ser mejor que Sonic, creyendo que la amistad y confiar en los demás es una señal de debilidad, y es desdeñoso con Eggman y sus métodos, creyendo que los villanos son una pérdida de tiempo, a pesar de la admiración del Dr. Eggman por su popularidad dentro del serie. Su caracterización y la falta de trasfondo y relevancia de la trama fue un punto de crítica en los videojuegos de Sonic Boom y el programa de televisión.

### Cómic
Shadow también aparece como un héroe en la serie de cómic de Sonic the Hedgehog. Su origen es similar al de los videojuegos en que fue creado por Gerald Robotnik para enfrentarse a la amenaza de Black Doom y los Black Arms. Debutó en una adaptación del videojuego, Sonic Adventure 2, con algunos cambios para acomodar la versión de Archie Comics de la Tierra/Mobius. Sin embargo, en lugar de los eventos de Sonic Heroes y Shadow the Hedgehog, Shadow luego reaparece explicando que fue rescatado por la raza alienígena llamada Bem para combatir a los Xorda.
Las habilidades de Shadow en los cómics son similares a las de los videojuegos, pero esta versión puede acceder directamente a la "Chaos Force" y no requiere una Esmeralda del Caos para ninguno de sus poderes Chaos. La Chaos Force (también conocida como "the Power of Chaos") es un campo de energía mística que sirve como fuente para todos los poderes Chaos, de los cuales Shadow es el primero en ser capaz de aprovechar fuera de la Brotherhood of Guardians. Cuando él se quita los "anillos inhibidores" de sus muñecas, sus poderes Chaos se mejoran enormemente.
En Sonic Universe, los primeros cuatro números son una serie secundaria que explora más de los encuentros multidimensionales de Shadow y las historias más nuevas. En el número 61, se convierte en un servidor temporal de Black Death (el sucesor de Black Doom) debido a que Brain Death le lavó el cerebro. Una vez que Rouge the Bat y E-123 Omega lo hacen volver en sí, Shadow derrota a Black Death y escapa del New Black Comet. Luego, el Team Dark persigue al único Black Arm restante (Eclipse the Darkling) a Mobius y forma equipo con Knuckles y varios otros para intentar destruirlo.

### Películas
Shadow aparece en la escena poscréditos de Sonic 2, la película (2022) donde es despertado de su cápsula. Shadow tendrá un rol mayor en Sonic 3, la película (2024).

## Recepción
El personaje fue clasificado como el segundo personaje más popular de la franquicia en una encuesta oficial japonesa sobre personajes de Sonic, perdiendo el primer lugar por solo 10 puntos. Muchos críticos de videojuegos, como GameSpot, han llamado a Shadow un "clon" de Sonic. Game Revolution describió al personaje como «anti-Sonic por excelencia». GameDaily lo incluyó en una lista de los 25 mejores antihéroes de los videojuegos, afirmando que aunque a veces pelea por el bien, también disfruta usando armas de fuego. Yahoo! Games enumeró a Shadow en su lista no clasificada de abril de 2010 de los nueve mejores "Sour Game Characters", llamándolo «agente libre de craqueo inteligente y libre albedrío». De manera similar, fue incluido como el tercer mejor personaje de Sonic por Official Nintendo Magazine basado en su papel en Sonic Adventure 2. También fue votado número 25 entre los 50 mejores personajes de videojuegos de todos los tiempos en los "Guinness World Records 2011 Gamers' Edition".
Por el contrario, en una columna de 1UP.com sobre "Cómo Sega puede salvar a Sonic the Hedgehog", Jeremy Parish escribió que de los "tagalongs" que la serie debe abandonar, el personaje de Shadow era el que más lo necesitaba. En 2009, Levi Buchanan, un editor de IGN, se refirió a Shadow como una innecesaria "mascota aspirante" junto con algunos otros personajes nuevos en Sonic Universe; Hilary Goldstein, editor en jefe del equipo de Xbox de IGN mencionó la jugabilidad del videojuego en solitario de Shadow, específicamente el uso de armas de fuego, como parte del problema central hoy en día con los videojuegos de Sonic, ya que hay menos énfasis tanto en la velocidad como en el erizo original. GamesRadar vio su papel en su videojuego en solitario como la razón principal para incluirlo como uno de los peores aliados de Sonic, ya que gradualmente no tenía un papel importante que jugar.

## En otros medios
Fuera de la serie de videojuegos, Shadow aparece en la serie de anime Sonic X, que adapta la historia de los juegos de Sonic Adventure. El elenco japonés original de los juegos repitió sus roles de voz para el juego, mientras que Jason Griffith expresó a Shadow en el doblaje en inglés de 4Kids Entertainment. En la franquicia derivada de Sonic Boom (2014-2017), Shadow aparece en los juegos de 2014 Rise of Lyric para Wii U y Shattered Crystal para Nintendo 3DS, y los episodios "Se necesita un pueblo para derrotar a un erizo" y ambas partes tituladas "Eggman: The Video Game", con la voz de Kirk Thornton. También aparece en los cómics de Sonic the Hedgehog publicados por Archie Comics e IDW Publishing, y su imagen se ha utilizado en productos de Sonic. Shadow hace un cameo sin hablar en la escena poscréditos de Sonic 2, la película de 2022, confirmando su aparición en la siguiente película de Sonic.